# Răducăneni
Rǎducǎneni [ˈrədukənenʲ] (ungarisch Radukanén) ist eine Gemeinde im Kreis Iași in der Region Moldau in Rumänien.

## Geographische Lage

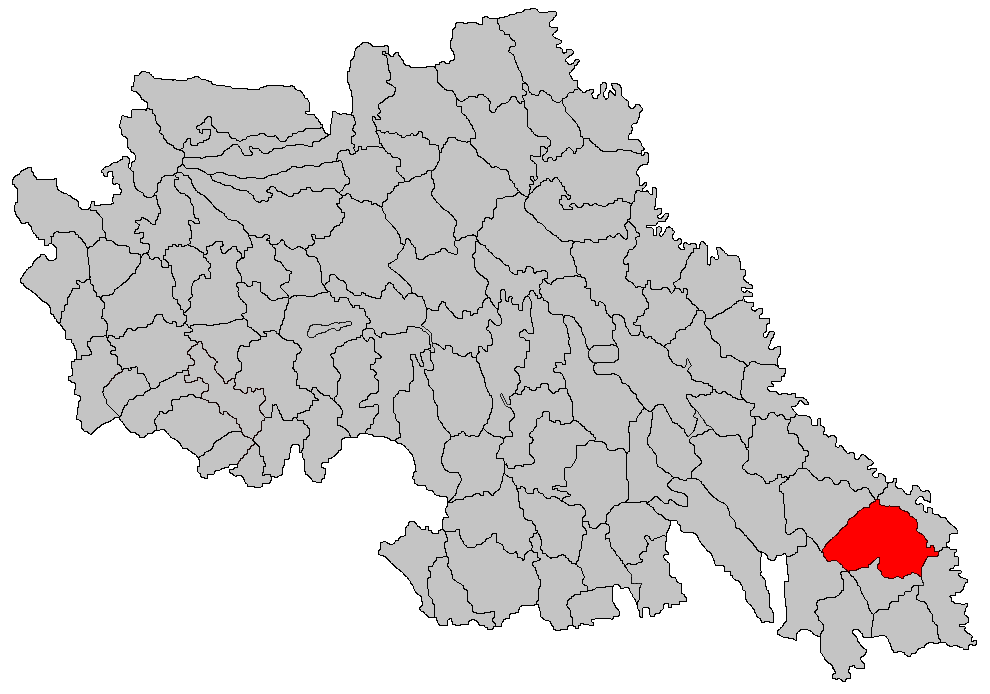
Lage der Gemeinde Rǎducǎneni im Kreis Iași

Die Gemeinde Rǎducǎneni liegt im Moldau Becken (Podișul Moldovei) im Südosten des Kreises Iași. Am Bohotin, ein rechter Nebenfluss des Pruth, und an der Nationalstraße DN28 befindet sich Rǎducǎneni etwa 45 Kilometer südöstlich von der Kreishauptstadt Iași (Jassy) entfernt.
Auf dem Areal der Gemeinde liegt das Naturschutzgebiet Bohotin - Pietrosu.

## Geschichte
Auf eine Besiedlung des Gebiets deuten archäologische Funde auf dem Areal des Gemeindezentrums, von den Einheimischen genannt La Cireada, bis in die Spätbronzezeit und bei Hǎmeiosul bis in die Latènezeit zurück.

## Bevölkerung
Bei der Volkszählung 2002 wurden auf dem Gebiet der Gemeinde Rǎducǎneni 7678 Einwohner registriert. 7422 davon waren Rumänen, 248 Roma und je ein Deutscher, Ungar, Italiener und Pole. 2011 wurden auf dem Gemeindegebiet 7200 Menschen gezählt, von denen waren 6499 Rumänen, 331 Roma, zwei Ungarn und restliche machten keine Angaben zu ihrer Volksgruppe.

## Sehenswürdigkeiten
- In Rǎducǎneni die Holzkirche Sfântul Dumitru 1905[6] und die römisch-katholische Kirche Sfinții Apostoli Petru și Paul 1929 errichtet. Letztere ist 32 Meter lang, 17 breit, 24 Meter hoch und hat einen 49 Meter hohen Glockenturm. Die 1350, 620 und 350 Kilogramm schweren Kirchenglocken wurden 1929 aus Bayern gebracht.[7]
- In Rǎducǎneni das Haus Roset - Cataragiu (Casa Roset - Cataragiu),[8] im 19. Jahrhundert errichtet, steht unter Denkmalschutz.[4]
- Im eingemeindeten Dorf Bohotin die Sf. Nicolae Kirche,[9] zwischen 1842 und 1845 errichtet, steht unter Denkmalschutz.[4]
- Der neue Jüdische Friedhof in Răducăneni

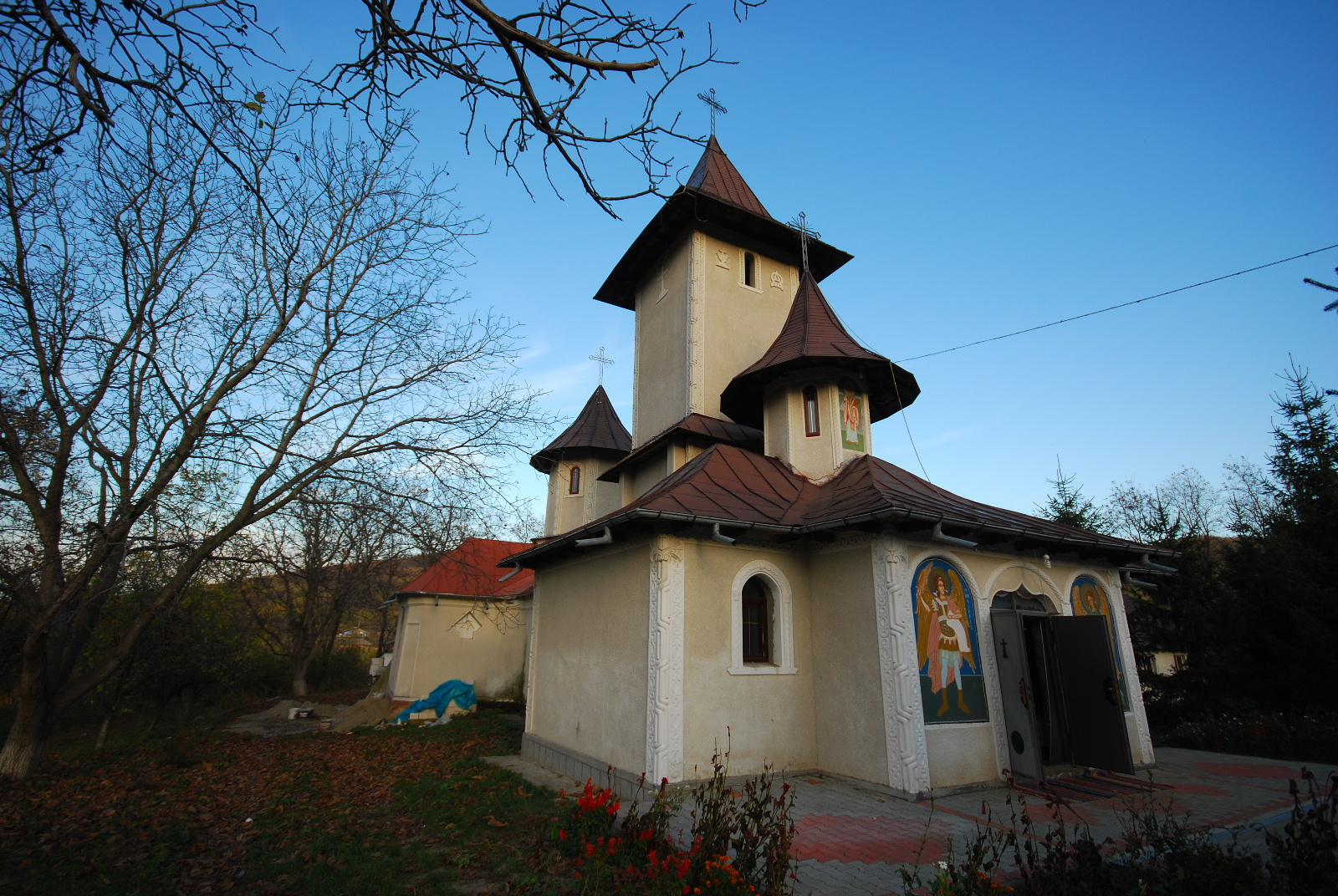
Holzkirche in Bohotin
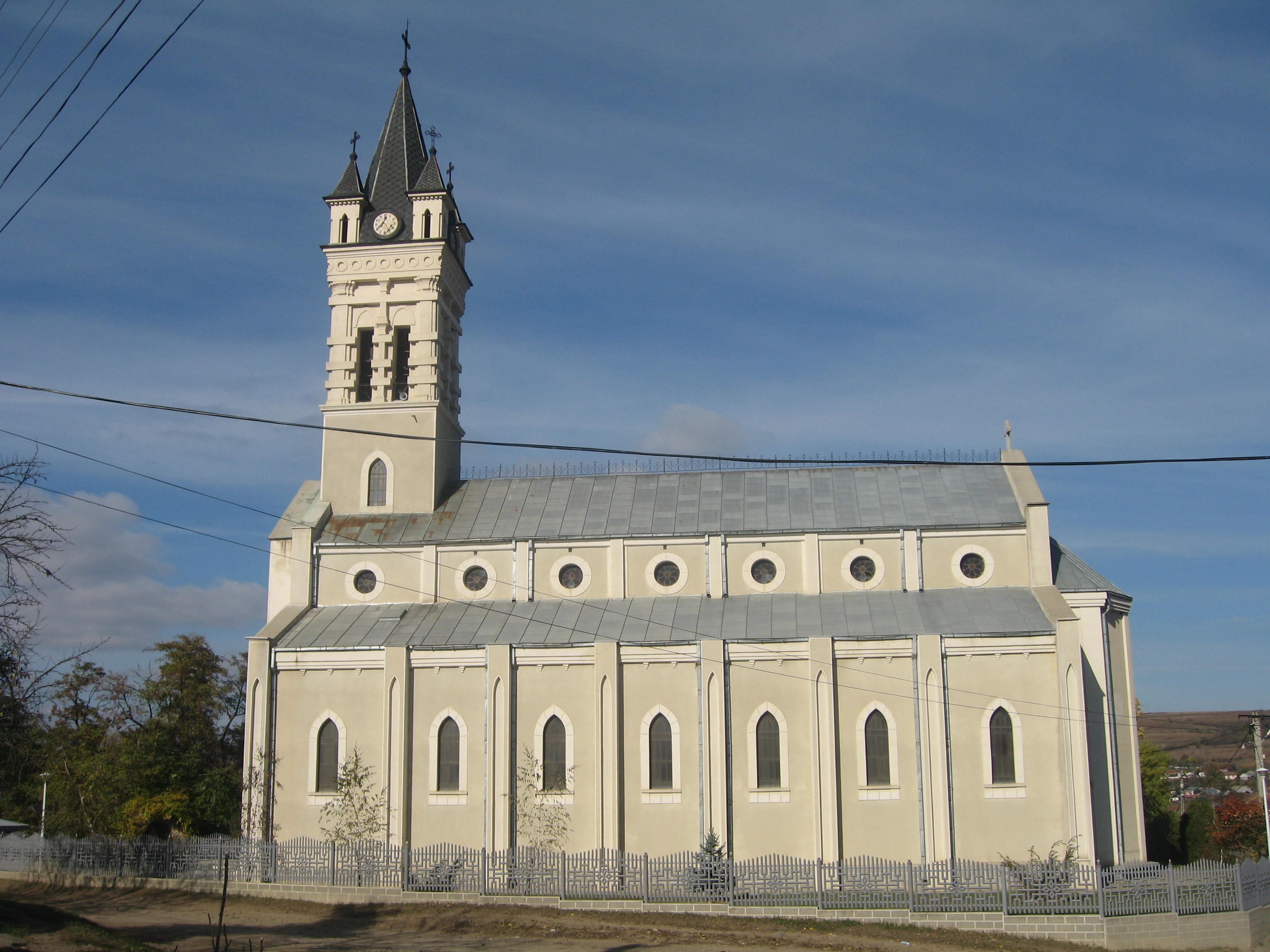
Römisch-katholische Kirche in Rǎducǎneni
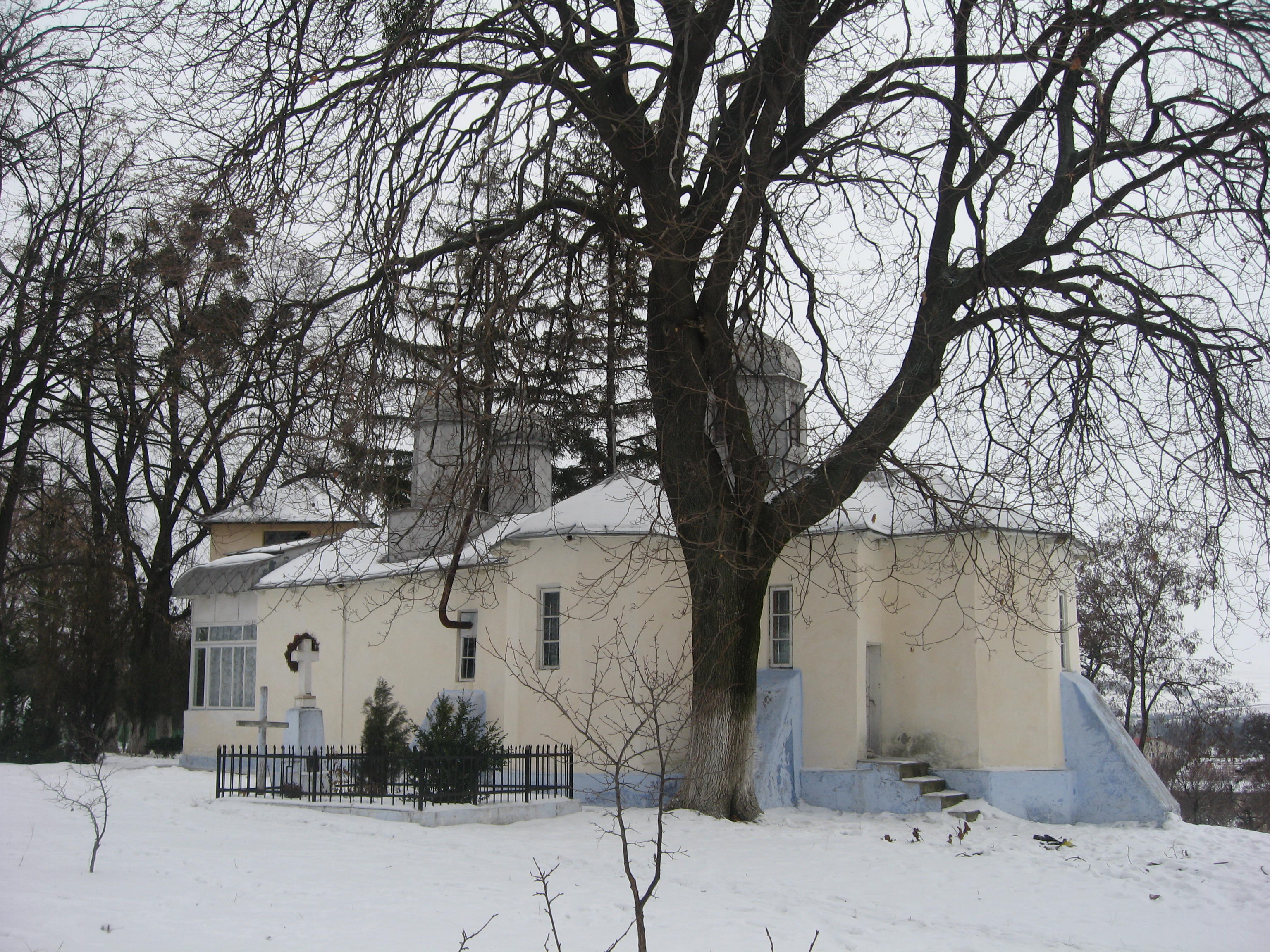
Holzkirche in Rǎducǎneni